# Herzleistung
Leistung ist Arbeit pro Zeit. Also ist die Herzleistung der Quotient aus einer erfolgten Herzarbeit und der dafür benötigten Zeitspanne. Statt durch die Zeit zu dividieren, kann man auch mit der Frequenz multiplizieren.
In der modernen Kardiologie werden diese drei Begriffe Herzkraft, Herzarbeit und Herzleistung kaum noch verwendet. Es wird also nicht mehr kommuniziert, ob die einzelnen aktuellen Therapieoptionen diese drei Größen vergrößern oder verkleinern sollen. Eine Verkleinerung könnte die Herzinsuffizienz verschlechtern, aber das Leben verlängern.
Größenordnungsmäßig betragen beim Erwachsenen in Ruhe
- die Herzkraft 1 N
- die Herzarbeit 1 J
- die Herzleistung 1 W

## Definition
Die Herzleistung ist der Quotient aus Herzarbeit und Zeitspanne oder auch das Produkt aus Herzarbeit und Herzfrequenz.
- Die Herzarbeit ist das Produkt aus Schlagvolumen und Blutdruck.
- Das Schlagvolumen ist das Produkt aus Kammervolumen und Ejektionsfraktion.
- Also ist die Herzarbeit das Produkt aus Kammervolumen, Ejektionsfraktion und Blutdruck.

Also ist die Herzleistung das Produkt aus Kammervolumen, Ejektionsfraktion, Blutdruck und Herzfrequenz.
- Das Herzzeitvolumen ist das Produkt aus Kammervolumen, Ejektionsfraktion und Herzfrequenz.

Also ist die Herzleistung das Produkt aus Herzzeitvolumen und Blutdruck.
- Das Herzzeitvolumen ist auch der Quotient aus Blutdruck und Widerstand.

Also ist die Herzleistung auch der Quotient aus dem Blutdruck-Quadrat und dem Widerstand.
- Das Herzzeitvolumen ist auch die Quadratwurzel des Quotienten aus Herzleistung und Widerstand.

Also ist die Herzleistung das Produkt aus Widerstand und dem Quadrat des Herzzeitvolumens.
Die Herzleistung ist der Begriff für die Herzarbeit pro Zeiteinheit. Einflussfaktoren sind Herzfrequenz, mittlerer arterieller Blutdruck sowie das Schlagvolumen. Die Herzleistung ist für die Perfusion aller Körperregionen verantwortlich. Sie wird durch das vegetative Nervensystem gesteuert.
Im Standardwerk (Selbstbezeichnung „Der Goldstandard!“) von Tinsley Randolph Harrison wird die Herzleistung 2020 thematisiert und ohne Definition und ohne Zahlenwerte als Zusammenspiel von Vorlast, Nachlast, arteriellem Widerstand, Kontraktilität, Schlagvolumen, Blutdruck, Herzfrequenz, Aortendruck, Ventrikelvolumen, Blutvolumen und Herzzeitvolumen beschrieben.
Diese Darstellungen erinnern an ähnlich umfangreiche Erklärungen von Carl Ludwig in seinem bahnbrechenden Lehrbuch der Physiologie aus dem Jahre 1861 mit ähnlichen Begriffen (Blutvolumen, Gefäßraum, Kraft, Druck-Volumen-Relation, Widerstand, Füllungsdruck, Spannung, Wandspannung, Mitteldruck, Herzkräfte, Stromgeschwindigkeit, Herzzusammenziehung, Elastizitätskoeffizient, Arbeitskraft).

## Physiologie
Die Herzarbeit berechnet sich als Produkt von Blutdruck und Schlagvolumen. Das Schlagvolumen ist das Produkt aus enddiastolischem Herzhöhlen-Volumen und der zugehörigen Brutto-Ejektionsfraktion. Da das Produkt aus Schlagvolumen und Herzfrequenz das Herzzeitvolumen ist, lässt sich die Herzleistung als Produkt von Herzzeitvolumen und arteriellem Mitteldruck berechnen. Die maximale Herzleistung ist als das Produkt von Herzzeitvolumen und systolischem Blutdruck zu verstehen.
Die Aktivierung des Sympathikus führt zu einer Zunahme der Herzleistung, die Aktivierung des Parasympathikus zu einer Abnahme.
Das normale Herz hat eine sehr große Anpassungsfähigkeit und kann seine Leistung schlagartig auf ein Vielfaches erhöhen, ohne dass dies dem Menschen zum Bewusstsein kommt. Dies kann bewerkstelligt werden durch eine Steigerung der Frequenz und durch eine Steigerung des Schlagvolumens. Der ökonomischere Weg der Leistungssteigerung ist das Herztraining (Sportherz).

## Pathophysiologie
Die Herzleistung ist durch Vorhofflimmern mit einem sogenannten Stolperpuls ständig um etwa 20 bis 30 Prozent vermindert.
Bei der ischämischen Kardiomyopathie kann ein Koronarstent die Herzleistung und das Überleben nach den Ergebnissen einer klinischen Studie nicht verbessern.

## Herzzeitvolumen
Das Herzzeitvolumen ist
- der Quotient aus Herzleistung und Blutdruck sowie auch
- die Quadratwurzel des Quotienten aus Herzleistung und peripherem Widerstand.

Eine weitere Kontrolle ist möglich. Das Herzzeitvolumen ist der Quotient aus Druck und Widerstand. Die Herzleistung ist das Produkt aus Herzzeitvolumen und Blutdruck. Die Herzleistung ist also der Quotient Druck²/Widerstand. Widerstand mal Leistung gleich Druck zum Quadrat. Der mittlere Blutdruck ist die Quadratwurzel aus dem Produkt aus peripherem Widerstand und kardialer Leistung.

## Körperliche Leistung
Eine gute kardiale Leistungsfähigkeit ist Voraussetzung für eine gute körperliche Leistungsfähigkeit. Insofern ist in der Leistungsdiagnostik von einer annähernden Proportionalität zwischen Herzarbeit und Körperarbeit sowie auch zwischen Herzleistung und Körperleistung auszugehen.

## Herzleistungsindex
Als Herzleistungsindex wird der Quotient aus Herzleistung und Körperoberfläche des Patienten bezeichnet. Normal sind circa 4 kpm/min/m². 1 Kilopondmeter pro Sekunde (oder 60 kpm/min) entspricht 9,80665 W. Also sind 4 kpm/min etwa 0,65378 W. Bei einer Körperoberfläche von 1,8 m² errechnet sich eine normale Herzleistung von 1,177 W.
Der Herzleistungsindex darf nicht mit dem Herzindex verwechselt werden.

## Herzleistungsquotient
Nach Allenröder und Landen ist der Herzleistungsquotient der Quotient aus der Sauerstoff-Aufnahme während 5 Minuten in der Anlaufphase der Arbeit und aus der während 5 Minuten Arbeit und 8 Minuten Erholung. Bei einer körperlichen Belastung mit 60 W unter Sauerstoff-Atmung liegen die Durchschnittswerte bei Männern bei 0,32 und bei Frauen bei 0,33. Niedrigere Werte sprechen für eine Leistungsminderung.
Eine abweichende Definition findet sich für den alten Fachbegriff Herzvolumenleistungsquotient: Das ist ein Parameter, bei welchem der Sauerstoffpuls mit dem Herzumfangsvolumen in Beziehung gesetzt wird. Anders wurde der Herzvolumenleistungsquotient als Division des Herzvolumens durch den maximalen Sauerstoffpuls erklärt. Der Sauerstoffpuls war der Quotient aus der Sauerstoffaufnahme pro Minute und der Pulsfrequenz.

## Zahlenwerte
Beim Erwachsenen ergibt sich in Ruhe zum Zeitpunkt der maximalen Austreibungsgeschwindigkeit in Momentanwert der Herzleistung von 6 W. Die über die Zyklusdauer (Herzzyklus, Herzaktion, Herzperiode) gemittelte Herzleistung beträgt etwa 1 Watt bei einer Schlagleistung von etwa 3 Watt; denn die Systole dauert etwa 300 Millisekunden bei einer Herzschlagdauer von 1 Sekunde. Nach anderen Angaben beträgt die Leistung des ganzen Herzens in Ruhe circa 1,5 W.
Die Herzleistung von Erwachsenen kann man wie folgt berechnen. Eine einfache Formel lautet: Die Herzleistung ist das Produkt aus Herzzeitvolumen und Blutmitteldruck. Wenn beim Erwachsenen bei Alltagsbelastungen das HZV bei 5 l/min und der mittlere arterielle Blutdruck MAD bei 12 kPa liegen, dann errechnet sich eine Herzleistung von 60 lkPa/min oder 1 lkPa/s oder 1 m³Pa/s oder 1 m²kg/s³ oder 1 W. Denn 1 Pa = 1 kg/s²m.
Größenordnungsmäßig betragen beim Erwachsenen in Ruhe die Herzkraft 1 N, die Herzarbeit 1 J und die Herzleistung 1 W. Dabei werden die Wegstrecke des arteriellen Blutes im Körper von 1 m und ein Puls von 60/min = 1/s = 1 Hz unterstellt.

## Cardiac Power
Hans Peter Wolff und Thomas R. Weihrauch geben zwei andere Kennzahlen an. Einmal die
- Cardiac Power (CPO) [in W] = HZV x MAP x 0,0022 und zweitens den
- Cardiac Power Index (CPi) = HI x MAP x 0,0022.

Dabei sind HZV das Herzzeitvolumen, MAP der mittlere arterielle Blutdruck MAD und HI vermutlich der Herzindex. Dieser Herzindex ist definiert als Quotient aus dem Herzzeitvolumen HZV und der Körperoberfläche KOF.
Das HZV hat die Einheit l/min oder m³/s, der Blutdruck hat die Einheit Pa = kg/ms². Die erste Formel ist richtig, denn die Gleichung
- m³/s x Pa = (m³/s) x (kg/ms²) = kgm²/s³ = W

ist richtig. Die Herkunft des Faktors 0,0022 bleibt offen. In der Originalarbeit findet sich der Faktor 0,0022 nicht, wohl aber ebenfalls ohne Erklärung der Bruch 1/451 = 0,0022.

## Doping
Doping wird zur unphysiologischen körperlichen Leistungssteigerung eingesetzt. Dabei sollen Anabolika den Muskelaufbau fördern. Bei gleichzeitigem intensiven Training kann mit der durch Anabolika erhöhten Proteinresynthese die Muskelhypertrophie auch des Herzens beschleunigt werden. So steigern die Muskelaufbaumittel die Herzkraft, die Herzarbeit und die Herzleistung.
Untersuchungen zu den unerwünschten Arzneimittelnebenwirkungen bei Sportlern belegen, dass der Langzeitgebrauch von Anabolika das Herz weit stärker schädigt als die anderen Organe. So beeinträchtigt laut einer klinischen Studie der regelmäßige Konsum von Steroiden insbesondere die Pumpfunktion der linken Herzkammer. In der Studie betrug die Pumpleistung (Herzleistung) der Steroidkonsumenten nur die Hälfte der Leistung der dopingfreien Sportler. Eine deutlich eingeschränkte Pumpkraft (Herzkraft) gilt als wichtiger Risikofaktor für Herzversagen und plötzlichen Herztod.

## Geschichte
Früher hat man in der Deutschen Demokratischen Republik die Herzschwäche ähnlich wie die NYHA-Klassifikation ohne Zahlenwerte in vier sogenannte Herzleistungsstadien eingeteilt. Das Herzleistungsstadium I war der „Geräuschbefund ohne erkennbare Leistungseinschränkung, Stadium IV war die dekompensierte Herzinsuffizienz.“